# O-Path目黒大橋
O-Path目黒大橋（オーパスめぐろおおはし）は、東京都目黒区にある大橋ジャンクションを中核とした複合施設である。「O-Path」は、ジャンクションの形状をイメージした「O」と、その屋上につくられた公園の小道を表す「Path」からなる造語である。

## 概要
1990年（平成2年）8月に首都高速中央環状線の計画が決定し、同時に首都高速3号渋谷線と接続する大橋ジャンクションの整備が決定した。ジャンクション建設地は高度に市街化された地域であり、その大半はかつて玉電の大橋車庫だった東急バス大橋営業所の用地であったものの、幹線道路沿いにスーパーマーケットなど商店とマンションが建ち並ぶ上、目黒川沿いなどには戸建て住宅や中低層アパートが散在し、多くの人が生活していた。それがジャンクション建設によって立ち退きせざるを得ない状況となることから、建設により地域分断と衰退が起きることに対する強い不安から、地元住民はこの計画の発表で大きな衝撃を受けることとなった。当初、再開発による周辺地域との一体的整備は計画されていなかったが、地権者や目黒区は、再開発事業の実施が不可欠として強く要望し、ジャンクション建設と東京都施行の再開発事業による一体的整備という前例のない取組みが行われた。
この地区では、東京都が行う再開発事業と首都高速道路公団（のちの首都高速道路株式会社）が行う道路事業を一体的に進める「道路事業協働型再開発事業」という新しい事業手法を用いて整備が進められた。この事業手法によって、建設地に以前住んでいた人々が再開発事業によって再び戻ってくることができるようになったことから、建設に関わる用地買収の交渉がスムーズに進み、道路の早期整備につながることとなった。また、再開発事業において立体道路制度を適用するこ とによって高速道路部分も用地として取り込み、住宅、店舗、事務所、図書館等の複合機能が集積する広域生活拠点の整備が可能になった。
再開発により、大橋ジャンクションの他、27階建てのタワーマンション「プリズムタワー」と、住宅の他事務所や店舗、目黒区立大橋図書館や目黒区役所出張所などの公共施設も入る42階建てのタワーマンション「クロスエアタワー」が建設された他、大橋ジャンクションの屋上には目黒天空庭園が整備された。